# Chilocorus fraternus
Chilocorus fraternus är en skalbaggsart som beskrevs av Leconte 1860. Chilocorus fraternus ingår i släktet Chilocorus och familjen nyckelpigor. Inga underarter finns listade i Catalogue of Life.